# Laurean Rugambwa
Laurean Rugambwa (Bukongo, 12 juli 1912 - Dar es Salaam, 8 december 1997) was een Tanzaniaans geestelijke en kardinaal van de Rooms-Katholieke Kerk. Hij was de eerste Afrikaanse kardinaal in de geschiedenis.
Rugambwa was een telg uit een voornaam geslacht uit Tanganyika, het tegenwoordige Tanzania. Toen hij geboren werd, waren zijn ouders nog geen christenen. Pas toen Rugambwa 7 jaar oud was, bekeerden zijn ouders zich. Hij volgde catechese bij de congregatie van de Witte Paters. Hij werd in 1921 gedoopt en nam de naam Laurean aan.
Hij kreeg primair onderwijs bij de missie van Rutabo en studeerde vervolgens aan het grootseminarie van Katigondo (in Oeganda). Aan de Pauselijke Urbaniana Universiteit promoveerde hij magna cum laude in het canoniek recht. Hij werd op 12 december 1943 priester gewijd.
Rugambwa werd door paus Pius XII in 1951 benoemd tot titulair bisschop van Febiana en tot apostolisch vicaris van Onder Kagera. Twee jaar later werd hij bisschop van Bukoba waar hij in Ukonga een katholiek ziekenhuis stichtte. Ook richtte hij in die tijd een congratie van de Kleine Zusters van Sint Franciscus op.
Hij werd door paus Johannes XXIII tijdens het consistorie van 28 maart 1960, tegelijk met de Nederlandse aartsbisschop Bernardus Alfrink, kardinaal gecreëerd. De San Francesco a Ripa werd zijn titelkerk. Tegelijk werd hij benoemd tot aartsbisschop van Dar es Salaam. Kardinaal Rugambwa nam deel aan het Tweede Vaticaans Concilie - waarbij hij behoorde tot de hervormingsgezinde factie - en aan de conclaven van 1963 en augustus 1978 en oktober 1978 waarbij respectievelijk paus Paulus VI, paus Johannes Paulus I en paus Johannes Paulus II werden gekozen.
De kardinaal overleed in 1997. In een condoleance-telegram aan Polycarp Pengo, aartsbisschop van Dar es Salaam, noemde paus Johannes Paulus II hem de eerste kardinaal van Afrikaanse bodem, en een naaste medewerker van mijzelf en mijn voorgangers.
- Bibliothèque nationale de France: cb12965220m (data)
- International Standard Name Identifier: 0000 0000 7730 816X
- Nationale Bibliotheek van Polen: a0000003387199
- Nederlandse Thesaurus van Auteursnamen: 294722866
- Virtual International Authority File: 28337513